# Metropolitansko območje
Metropolitansko območje ali metropolitanska regija je območje, ki je sestavljeno iz močno urbaniziranega območja in manj poseljenih okoliških območij. Območje je funkcionalno povezano: ima skupno tržišče, trg delovne sile, medijski trg in skupno infrastrukturo. Metropolitansko območje ima običajno več pristojnosti in občin, sosesk, okrožij, države in celo narodov, kot je eurodistrict (evropski upravni organ, ki vsebuje urbane aglomeracije, ki ležijo čez mejo med dvema ali več državami). Ko so se socialne, gospodarske in politične institucije spremenile, so metropolitanska območja postala ključne gospodarske in politične regije.
Za urbana središčih zunaj metropolitanskih območij, ki v ustvarjajo podobne pogoje le v manjšem obsegu, so leta 2006 nemški profesorji uvedli koncept regiopolisa in regiopolitanskega območja ali regije.

## Splošna definicija
Metropolitansko območje združuje urbano aglomeracijo (sosednja pozidana območja) z območji, ki niso nujno mestnega značaja, a se tesno povezujejo s središčem z zaposlovanjem ali drugimi dejavnostmi. Te zunanje cone včasih znane kot predmestje ali spalno naselje, se razširjajo tudi izven urbane cone v druge politične enote. Na primer, El Monte, Kalifornija, se šteje za del metropolitanskega območja Los Angeles v Združenih državah.
V praksi parametri metropolitanskih območij, tako v uradni kot neuradni uporabi, niso konsistentni. Včasih se le malo razlikujejo od urbanih območij, drugič pa pokrivajo široke regije, ki so malo povezane z enim samim mestnim naseljem; treba je upoštevati primerjalne statistike za metropolitansko območje. Podatki o prebivalstvu, navedeni za eno metro območje, se lahko razlikujejo v milijonih.
Od začetka sprejetja leta 1950 ni prišlo do bistvenih sprememb v osnovnem konceptu metropolitanskih območij, čeprav so od takrat nastale pomembne spremembe v geografskih distribucijah. Zaradi pretočnosti izraza metropolitansko statistično območje je izraz, ki se pogosto uporablja, pogostejši območje storitev metro območja ali MSA, ki vključuje ne samo mesto, temveč tudi okoliška primestja, včasih podeželska območja, za katere se domneva, da vplivajo.
Policentrično metropolitansko območje je tako, ki ni povezano s stalnim razvojem ali somestjem, kar zahteva mestno bližino. Pri opredelitvi metropolitanskega območja je dovolj, da mesto ali mesta sestavljajo jedro, s katerim imajo druga območja visoko stopnjo integracije.

### Unikatne uradne opredelitve za posamezne države

#### Avstralija
Avstralski urad za statistiko opredeljuje statistične enoto kot območja pod enotnim vplivom enega ali več velikih mest ali večjega mesta.  Vsaka od glavnih državnih in ozemeljskih prestolnic, pa tudi nacionalna prestolnica Canberra, tvori svojo statistično enoto, populacija statističnega enote pa je številka, ki je najpogosteje navedena za to mestno prebivalstvo. Vendar pa je ta opredelitev večinoma postala zastarela s somestjem več statističnih enot na večja metropolitanska območja. Na primer, mesto Brisbane, glavno mesto Queenslanda, je ima že dolgo povezavo z okoliškimi mesti Ipswich, Logan City, Redland City, Redcliffe, Pine Rivers, Caboolture in Gold Coast. Tako somestje je skupno vsem glavnim metropolitanskim območjem v Avstraliji, ki vključujejo vsa glavna mesta in številne večje regionalne centre, kot so Gold Coast, Newcastle, Wollongong, Geelong, Townsville, Cairns in Toowoomba.

#### Brazilija
V Braziliji se metropolitanska območja imenujejo metropolitanska regija. Vsaka država določa svojo zakonodajo za oblikovanje, opredelitev in organizacijo metropolitanske regije. Ustvarjanje metropolitanske regije ni namenjeno nobenemu statističnemu namenu, čeprav jih Brazilski inštitut za geografijo in statistiko uporablja v svojih poročilih. Njihov glavni namen je omogočiti boljše upravljanje javnih politik skupnega interesa za vsa vpletena mesta. Nimajo nobene politične, volilne ali jurisdikcijske oblasti, zato državljani, ki živijo v metropolitanski regiji, ne izberejo predstavnikov za njih. Trenutno je 52 metropolitanskih regij, razprostranjenih po vseh glavnih območjih države, od katerih je največje metropolitansko območje São Paula z več kot 21 milijoni prebivalcev, zaradi česar je največje metropolitansko območje na južni polobli in sedmo največje na svetu.

#### Kanada
Kanadski statistični urad (Statistics Canada) opredeljuje metropolitansko območje (CMA) kot območje, ki je sestavljeno iz ene ali več sosednjih občin, ki se nahajajo okoli velikega mestnega jedra. Za oblikovanje CMA mora metropolitansko območje imeti najmanj 100 000 prebivalcev, od tega vsaj polovico mestnega jedra. Da bi bile vključene v CMA, morajo sosednje občine imeti visoko stopnjo integracije z jedrom, merjeno z migracijskimi tokovi, ki izhajajo iz podatkov iz popisa. Od popisa Kanade leta 2011 je bilo v Kanadi 33 CMA, od tega šest z več kot milijonom ljudi – Toronto, Montréal, Vancouver, Ottawa, Calgary in Edmonton.

#### Danska
Na Danskem je edino metropolitansko območje Veliki København (Hovedstadsområdet ali Københavns byområde[), ki ga sestavljajo glavna regija Danske, Zelandija skupaj s sosednjimi regijami in grofija Skåne (Švedska). Veliki København ima približno 3,9 milijona prebivalcev. To območje je najbolj gosto naseljeno območje v nordijski regiji. Opredelitev se na splošno prekriva z ozemljem regije Øresund.

#### Egipt
V Egiptu je uradno območje, imenovano Veliki Kairo, ki vključuje prestolnico in njeno pokrajino ter okoliške kraje. Aleksandrijsko mestno območje je še eno metropolitansko območje, vendar se ne šteje za uradno kot tako.

#### Pakistan
V Pakistanu je uradno regija, imenovana Veliki Karači in Lahore, ki vključuje glavno mesto Islamabad in njeno pokrajino ter okoliške kraje. Urbano območje Fejsalabad je še eno metropolitansko območje, vendar se ne šteje za uradno kot tako.

#### Evropska unija
Statistična agencija Evropske unije, Eurostat, je ustvarila koncept z imenom Večja urbana cona (Larger Urban Zone – LUZ ali Functional Urban Area – FUA). LUZ predstavlja poskus usklajene opredelitve metropolitanskega območja s ciljem, da se območje, ki ima pomemben delež prebivalcev, preusmeri v mesto, koncept znan kot »funkcionalna urbana regija«.

#### Francija
Nacionalni inštitut za statistiko Francije - INSEE, imenuje mestno jedro in okoliško območje vplivanja na letališče v aire urbaine (uradni prevod: "urbano območje"). Ta statistična metoda se uporablja za aglomeracije vseh velikosti, vendar INSEE včasih uporablja izraz aire metropolitan (metropolitansko območje), ki se nanaša na največje francoske aire urbaine.
Top deset metropolitanskih mest, ki temeljijo na popisu prebivalstva 2012, so Pariz, Lyon, Marseille, Toulouse, Lille, Bordeaux, Nica, Nantes, Strasbourg in Rennes.

#### Irska
Irska ima dve metropolitanski območji, Dublin in Cork.

#### Indija
V Indiji je metropolitansko mesto opredeljeno kot tisto, ki ima 1 milijon in več prebivalcev. Po Indijskem popisu leta 2011 je v Indiji 46 metropolitanskih mest, med njimi top 10, Mumbai, Delhi, Kalkuta, Čenaj, Bangalore, Hiderabad, Ahmedabad, Puna, Lucknow in Džaipur. Prebivalci teh mest so prav tako upravičeni do višjega dodatka za najemnino v hiši.

#### Indonezija
Indonezija ima pet metropolitanskih območij – Bandung, Džakarta, Medan, Surabaja in Makassar. Džakarta je glavno in največje mesto Indonezije s približno 28 milijoni prebivalcev.

#### Izrael
V Izraelu so štiri metropolitanska območja: Tel Aviv, Jeruzalem, Haifa in Beršeba. Metropolitansko območje Tel Aviva je konec leta 2005 štelo približno tri milijone prebivalcev. To je središče metropolitanskega zaposlovanja in gospodarstva v Izraelu. Danes nekateri trdijo, da bo metropolitansko območje v Tel Avivu - Guš Dan, v prihodnosti posrkalo Hadero do Gedero (vse "obročke" - notranjega, srednje in zunanje).
Nazaret je metropolitansko območje v razvoju, podobno obsegu Beershebe. V večini opredelitev je velik del metropolitanskega mesta Jeruzalem na Zahodnem bregu, prav tako pa tudi nekaj Tel Aviva.

#### Japonska
Na Japonskem se metropolitansko območje imenuje tošiken (都市 圏?). Območje Velikega Tokija je glavno metropolitansko območje v državi, ki ga sestavljajo japonska regija Kanto, vključno z metropolitanskim  Tokiom in prefekturo Jamanaši, drugo največje je Keihanšin okoli Osake.

#### Južna Koreja
V Koreji je termin za metropolitansko območje gvang-joksi (광역시) in Tukbjolsi (특별시). Imajo šest metropolitanskih mest (samoupravnih mest, ki niso del nobene pokrajine) - Pusan, Degu, Inčon, Gvangdžu, Dedžon in Ulsan, eno posebno mesto, Seul in eno metropolitansko avtonomno mesto, Sedžong.

#### Filipini
Manila je največje somestje ali mestno strnjeno naselje na Filipinih, njegovo uradno metropolitansko območje pa sestavlja mesto Manila plus 15 sosednjih mest in občin. Druga metropolitanska območja so mesta Angeles, Bacolod, Baguio, Batangas, Cagayan de Oro, Cebu, Dagupan, Davao, Iloilo, Naga, Olongapo

#### Španija
Španija ima nekaj velikih metropolitanskih območij: Madrid, Barcelona, Valencija, Sevilja, Málaga, Zaragoza, Majorka, A Coruña. Največje je Madrid, s skoraj 7 milijoni prebivalcev.

#### Tunizija
Tunizija ima tri glavna metropolitanska območja: Tunis, Sfax in Sousse. Največji je Tunis z 2,7 milijona prebivalcev.

#### Turčija
Beseda metropolitan opisuje pomembno mesto v Turčiji, kot je Carigrad, mesto, ki je finančno in socialno prevladujoče. Turčija ima 16 uradno opredeljenih »državnih metropolitanskih območij«. Več kot deset teh naseljuje več kot milijon ljudi: Carigrad, Ankara, Izmir, Bursa, Adana, Gaziantep, Konya, Antalya, Samsun, Kayseri, Eskişehir in Mersin.
Metropolitansko območje İstanbul-Kocaeli-Sakarya-Yalova-Bursa je skoraj kontinuirano naseljeno in tvori en sam megalopolitanski predel okoli vzhodnega dela Marmarskega morja, s skupno populacijo skoraj 20 milijonov in s kombiniranim gospodarstvom 750 milijard dolarjev. Sama pokrajina ima 17 milijonov prebivalcev in gospodarstvo skoraj 500 milijard dolarjev.

#### Združeno kraljestvo Velike Britanije in Severne Irske
Trenutno je v Združenem kraljestvu 46 mestnih območij s populacijami v območju 150.000 do 25 milijonov prebivalcev, v skladu s projektom ESPON Evropske unije, z naslednjo porazdelitvijo: 
| Category | Št. prebivalcev - 2011 | Count |
| -------- | ---------------------- | ----- |
| A        | 12.8 - 25 million      | 1     |
| B        | 6.4 - 12.8 million     | 0     |
| C        | 3.2 - 6.4 million      | 1     |
| D        | 1.6 - 3.2 million      | 3     |
| E        | 0.8 - 1.6 million      | 7     |
| F        | 0.4 - 0.8 million      | 9     |
| Gi       | 0.2 - 0.4 million      | 19    |
| Gii      | =<0.2 million          | 6     |
| Total    |                        | 46    |

Največja je Veliki London s 14,0 milijoni prebivalcev, naslednje največje metropolitansko območje je Birmingham, s 3,7 milijona prebivalcev, sledijo Manchester, Leeds-Bradford, Liverpool/Birkenhead, Newcastle-Sunderland, Sheffield, South Hampshire, Nottingham-Derby, Glasgow, vsi z več kot milijon prebivalci.

#### Združene države Amerike
28. februarja 2013 je Urad za upravljanje in proračun Združenih držav opredelil 1088 statističnih območij za metropolitanska območja Združenih držav Amerike in Portorika . Teh 1098 statističnih območij se naprej deli na 929 temeljnih statističnih območij in 169 združenih statističnih območij, ki se naprej delijo.
Nekatera primarna statistična območja so (št. prebivalcev je v oklepaju – stanje 2017):
- New York-Newark, NY-NJ-CT-PA Combined Statistical Area (23.632.722)
- Los Angeles-Long Beach, CA Combined Statistical Area (18.550.288)
- Chicago-Naperville, IL-IN-WI Combined Statistical Area (9.928.312)
- Washington-Baltimore-Arlington, DC-MD-VA-WV-PA Combined Statistical Area (9.546.579)
- San Jose-San Francisco-Oakland, CA Combined Statistical Area (8.607.423)
- Boston-Worcester-Providence, MA-RI-NH-CT Combined Statistical Area (8.099.575)
- Dallas-Fort Worth, TX-OK Combined Statistical Area (7.352.613)

#### Vietnam
Dve metropolitanski območji v Vietnamu sta okoli glavnega mesta Hanoj na severu in Hošiminha na jugu.

## Megalopolis
Koncept megalopolis je najprej podrobno preučil škotski geograf Patrick Geddes v svoji knjigi Mesta v evoluciji (Cities in Evolution) leta 1915. Geddes ga opisuje kot "mesto-regijo", verigo med seboj povezanih mestnih ali metropolitanskih območij.
Pomemben severnoameriški primer megalopolisa je Severovzhodni megalopolis, včasih imenovan BosWash po mestih na obeh straneh: sestoji iz Bostona, Providence, RI, Hartford, CT, Greater New York City, Philadelphia, Wilmington, DE, Baltimore; Washington, DC in njihova primestja. [30] Dva druga vidna megalopolisa v Severni Ameriki sta:
1. V Kaliforniji in Baja California, Ventura County, Los Angeles County, Orange County, San Diego County, del County Riverside, del okrožja San Bernardino, občina Tijuana, občina Rosarito Beach, občina Mexicali in občina Tecate. V tem megalopolisu je na stotine mest in mestec, od katerih so največja Los Angeles, Long Beach, Irvine, Anaheim, San Diego in Tijuana.

1. Megalopolis Velikih jezer sestavlja skupina severnoameriških metropolitanskih območij, ki obkrožajo območje Velikih jezer v Midwesternu  v Združenih državah Amerike, južnem Ontariju ter delih Pensilvanije, New Yorka in Quebeca. Regija se razteza od koridorja Milwaukee-Chicago-Gary do koridorja Detroit-Toronto in vključuje Buffalo, Cincinnati, Cleveland, Columbus, Dayton, Erie, Grand Rapids, Indianapolis, Louisville, Ottawa, Rochester in Toledo, Pittsburgh in St. Louis. Regija ima ocenjeno populacijo 54 milijonov po popisu 2000 in bo do leta 2025 predvidoma dosegla približno 65 milijonov, čeprav je večina tega območja ostalo podeželje, kar je deloma posledica upada Pasu rje (Rust Belt ali Manufacturing Belt - "Proizvodni pas" in Factory Belt - "Tavarniški pas).

Največji svetovni megalopolis je verjetno Taiheiyō Belt (pacifiški megalopolis) na Japonskem na jugovzhodnem delu otoka Honšu, ki ga sestavljajo metropola Tokio, Kawasaki, Jokohama, Shizuoka, Hamamatsu, Nagoja, Kjoto, Osaka, Kobe, Okayama, Hirošima, Kitakjušu, Fukuoka In njihova okoliška mesta in mesteca. V tej regiji so osredotočena glavna sredstva kopenskega transporta na Japonskem, kot je železniška mreža, številne hitre ceste in "Shinkansen" vlak, ki povezuje tudi severno obalo Japonskega notranjega morja. To je zelo industrializiran del Japonske, prav tako pa je lokacija najpomembnejših morskih pristanišč na Japonskem - na primer v Jokohami, Osaki, Kobeju, Hirošimi in Kureju in najpomembnejših mednarodnih letališč, na primer v Tokiu in Osaki. Prebivalstvo tega megalopolisa znaša kar 83 milijonov ljudi, odvisno od tega, kje se črpa njegova meja.
Seul National Capital Area je megalopolis s 24 milijoni prebivalcev, med njimi so Seul, Incheon, Suwon, Goyang in preostali del Gyeonggi-do in se razteza na delček zahodnega Gangwon-do in Chungcheong-do. Njegovo območje je več kot 10.000 km2 in približno 11.745 km2, kar je povezano s kopenskim transportom, kot je železniška mreža, veliko hitrih cest in železniški vlak za visoke hitrosti, tako imenovan "KTX".
Guangdong Province's Pearl River Delta je megalopolis s populacijo 48 milijonov, ki se razteza od Hong Konga in Shenzhena do Guangzhouja. Nekatere napovedi predvidevajo, da bo do leta 2030 živelo do 1 milijarde ljudi na urbanih območjih na Kitajskem. Še precej konzervativne napovedi predvidevajo urbano prebivalstvo do 800 milijonov ljudi. V svoji najnovejši oceni je Oddelek za prebivalstvo ZN leta 2050 ocenil urbano prebivalstvo v višini 1 milijarde.
Evropa vsebuje številna velika metropolitanska območja, kot so Madridska metropola v Španiji (6,3 milijona ljudi), metropolitansko območje Milana (8 milijonov ljudi) v Italiji, metropolitansko območje Barcelone (5 milijonov ljudi), Randstad (pop 7,1 milijona) na Nizozemskem, metropolitansko območje Zgornje Šlezije (7 milijonov ljudi) na Poljskem in Češkem ter Flamski diamant (5,5 milijona ljudi) v Belgiji. Največji so Londonsko metropolitansko območje (13,6 milijona), metropolitansko območje Pariza (12,2 milijona prebivalcev) in metropolitansko območje Ren-Ruhr (11,5 milijona prebivalcev) v Nemčiji. Vendar na splošno velja, da ima samo en megalopolis, najbolj znan kot Modra banana ali Os Manchester–Milano. Koncept je leta 1989 razvil Francoz Roger Brunet. Njegov natančen obseg ni splošno dogovorjen, vendar se običajno razteza od Londona in ustja Temze po koridorju Rena, vključno Bruselj, Pariz in Porenje-Porurje do Torina in Milana. Ocene celotnega prebivalstva so od 92 do 110 milijonov, odvisno od vključitve pariškega območja, ki ga je Brunet najbolj izrecno izključil. Podvržen je bila kritikam, zlasti zaradi prekinitev, ki so jih povzročile zelo malo prebivalcev v Alpah in ob Severnem morju. Predlagani so bili tudi alternativni modeli, kot je prekrivajoča se Zlata banana in nastajajoči angleški megalopolis, ki zajema večino jugovzhodne Anglije, Midlandov in delov severne Anglije.
Prvi megalopolis Afrike se nahaja v mestnem delu pokrajine Gauteng v Južni Afriki, ki obsega somestje Johannesburga in metropolitanska območja Pretoria in Vaal Triangel, sicer znan kot PWV.
Brazilija ima en megalopolis: Rio de Janeiro-São Paulo, ki vključuje dele Minas Gerais, Rio de Janeiro in Sao Paulo ter ima več kot 45 milijonov prebivalcev. Razprostira se v večjem delu Jugovzhodne regije države, v somestju, ki združuje več kot 450 mest, ki jih opredeljujejo zlasti metropolitanska območja Rio de Janeiro in Sao Paulo ter celotno območje zbrano okoli njih in med njimi (na približno 300 km). Je daleč najbolj urbaniziran in industrializiran del države in v Latinski Ameriki.
Megacity je splošni izraz za metropolitanska območja, ki imajo običajno skupno prebivalstvo, ki presega deset milijonov ljudi. V Kanadi se lahko "megacity" neuradno sklicuje na rezultate združitve osrednjega mesta s pašniki, da bi oblikovali eno veliko občino. Kanadska "megacity" pa ni nujno povsem urbanizirano območje, saj ima veliko njenih "mest" tako podeželske kot mestne dele. Tudi 10 milijonov prebivalcev je nerazumno veliko število za Kanado. Poleg tega kanadski "megacities" ne predstavljajo velikih metropolitanskih območij v globalnem smislu. Na primer, Toronto ima metropolitansko prebivalstvo s približno pet milijoni ljudi, vendar je del veliko večje metropolitanske regije, imenovane Zlata podkev, ki ima okoli osem milijonov ljudi.